# Jefferson William
Jefferson William Andrade Silva Antonio (São Paulo, 29 de março de 1983), mais conhecido como Jefferson, é um jogador de basquete profissional que atua como ala-pivô. Atualmente, defende o Pinheiros.

## Carreira profissional
Jefferson William de Andrade passou por equipes como Londrina, Paulistano, COC/Ribeirão Preto (onde foi campeão paulista em 2005) e Assis, até chegar ao Flamengo em 2008, onde conquistou o NBB 2008-09 e a Liga Sul-Americana de 2009. Em 2011, acertou com o São José, onde se tornou ídolo. Pela equipe joseense, foi campeão paulista, vice-campeão do NBB 2011-12 e eleito o melhor ala-pivô do campeonato. Ficou no São José até 2014, quando fechou com o Bauru. Ficou de 2014 até 2017 na Cidade Sem Limites, onde conquistou o NBB 2016-17, a Liga Sul-Americana e a Liga das Américas, ambas em 2015. Foi eleito melhor ala-pivô do NBB 9 e campeão do Torneio de 3 pontos no Jogo das Estrelas em 2017. Valorizado com o título brasileiro, se transferiu para o Franca, onde foi vice-campeão paulista em 2017. Acertou seu retorno ao Bauru em junho de 2018, permanecendo no Dragão por uma temporada. Na sequência, fechou com o São Paulo FC, onde ficou por duas temporadas e foi vice-campeão da Copa Super 8 2020-21 e do NBB 2020-21.

## Honras

### Seleções de campeonatos
- Jogo das Estrelas NBB: 2009
- Jogo das Estrelas NBB: 2014

## Títulos
Seleção Brasileira
- Copa América: 2005

COC/Ribeirão Preto
- Campeonato Paulista: 2005

Flamengo
- Liga Sul-Americana de Basquete: 2009
- Campeonato Brasileiro: 2008-09
- Campeonato Carioca: 2008, 2009, 2010[2]

São José
- Campeonato Paulista: 2012
- Jogos Regionais: 2011
- Jogos Abertos do Interior: 2011
- Vice-campeão do Campeonato Brasileiro: 2011-12

Bauru
- Liga das Américas: 2015
- Liga Sul-Americana: 2014
- Campeonato Brasileiro: 2016-17
- Campeonato Paulista: 2014
- Jogos Abertos do Interior: 2014

## Prêmios individuais[3]
- Campeão Paulista Mirim – categoria de base - 1998 - Melhor jogador do campeonato
- Campeão Brasileiro – 1999 - Melhor jogador do campeonato
- Infantil - categoria de base - 1999 - Melhor jogador do campeonato
- Juvenil – categoria de base – 2001 - Melhor jogador do campeonato
- Campeonato Paulista 2006/2007 - Melhor jogador Posição 4
- Campeonato Gazdavar Kupa - MVP - Hungria (2007-2008)
- Campeonato Gazdavar Kupa - All Star – Hungria (2007-2008)
- Campeonato Szolnoki Olaj Kupa - Melhor ala-pivô – Hungria (2007-2008)
- Campeonato Mundial Militar (FIBA) - Melhor ala-pivô (2010)
- NBB 6 (2013/2014) - Melhor ala-pivô
- NBB 6 (2013/2014) - Reboteiro